# Estación de Barbadillo del Mercado
Barbadillo del Mercado fue una estación de ferrocarril situada en el municipio español de Barbadillo del Mercado, en la provincia de Burgos, que formaba parte del ferrocarril Santander-Mediterráneo. En la actualidad el antiguo recinto ferroviario se encuentra abandonado.

## Situación ferroviaria
Las instalaciones se encontraban situadas en el punto kilométrico 197,172 de la línea férrea de ancho ibérico Santander-Mediterráneo, a 937 metros de altitud sobre el nivel del mar.

## Historia
Construida por la Compañía del Ferrocarril Santander-Mediterráneo, entraría en servicio en agosto de 1927 con la inauguración del tramo Burgos-Cabezón de la Sierra. En 1941, con la nacionalización de la red ferroviaria de ancho ibérico, las instalaciones pasaron a manos de RENFE. Tras una lánguida decadencia, hacia 1967 la estación fue rebajada de categoría y reclasificada como apeadero. La instalaciones dejaron de prestar servicio con la clausura al tráfico de la línea Santander-Mediterráneo en enero de 1985. En la actualidad el edificio de viajeros se encuentra sin uso y abandonado.